# Fructane
Fructane oder Fruktane (auch Fructosane, Fruktosane, Polyfructosane, Polyfructosen) ist die Bezeichnung einer Gruppe von wasserlöslichen Oligo- und Polysacchariden, die in einigen Pflanzentaxa die Stärke als Speicherkohlenhydrat ersetzen oder ergänzen. Fructane sind nahezu vollständig aus D-Fructose-Einheiten aufgebaut. Analog dazu besteht die Stoffgruppe der Galactane aus Galactose-Monomeren und die Glucane aus Glucose-Monomeren.

## Struktur

Strukturformeln der Fructane. Die grünen Fructose-Ringe kommen 0 bis n mal vor.
Oben: 1-Kestosen.
Mitte: 6-Kestosen.
Unten: gemischte Form (z. B. 6,6&1 kestopentaose)

Fructane zeichnen sich dadurch aus, dass an ein Saccharosemolekül ein oder mehrere (viele) Fructosemoleküle gebunden sind.
Je nach der Bindungsstelle des Fructosylrests an die Saccharose unterscheidet man drei Fructan-Grundtypen:
- 1-Kestosen: Diese sind die Bestandteile des Inulins. Die Fructosylreste sind über β-2,1-Bindungen an den Fructosylrest der Saccharose verknüpft. Der einfachste Vertreter ist die 1-Kestotriose oder Isokestose.
- 6-Kestosen: Ist der Fructosylrest über eine β-2,6-Bindung an den Fructosylrest der Saccharose verknüpft, spricht man von 6-Kestotriose oder Kestose. Fructane dieses Typs bezeichnet man manchmal als Levane oder Phleine.
- Neokestosen: Bei den Neokestosen oder 6G-Kestosen hängt der Fructosylrest am C6 des Glucosylrests der Saccharose.

Reine homologe Reihen einer Verknüpfungsart sind jedoch eher selten. Besonders bei Gräsern treten vielfach alle drei Verknüpfungsarten gemischt auf, sodass sich sehr komplexe Verzweigungsmuster ergeben.

## Vorkommen
Fructane kommen bei einigen Gruppen der Bakterien vor und werden hier Levane genannt. Levan zeichnet sich durch einen hohen Polymerisationsgrad aus (über 100) und besitzt β-2,6-Bindungen. Die Biosynthese der Levane unterscheidet sich wesentlich von der bei Höheren Pflanzen.
Fructane treten vereinzelt bei einigen Grünalgen (Dasycladales, Cladophorales) und Moosen (Sphagnales, Jungermanniales) auf. In Farnen und Gymnospermen wurden noch keine Fructane nachgewiesen.
Unter den einkeimblättrigen Pflanzen (Monokotylen) besitzen die Lilienartigen (Z.B.  Arten der Gattung Allium wie die Küchenzwiebel) und Spargelartigen Fructane auf Neokestosebasis, die Süßgrasartigen (Poales) verschiedenste und zum Teil sehr komplexe Fructanmuster. Bei den zweikeimblättrigen Pflanzen (Dikotylen) findet man Fructane bei den Asternartigen, Raublattgewächsen (Boraginaceae) und Kardenartigen (Dipsacales). Hier dürfte es sich stets um Fructane des Inulintyps handeln.

## Bedeutung
Einige Pflanzen akkumulieren Fructane bei Trockenheit. Dadurch kann die Trockenheit besser ertragen werden. Einerseits weil durch die höhere Konzentration an gelösten Stoffen in der Pflanzenzelle das osmotische Potenzial vergrößert wird und das Wasser dadurch von der Pflanze besser aufgenommen werden kann. Andererseits sollen Fructane auch die Zellmembranen schützen.
Da der Mensch nur α-1,6 und α-1,4 verknüpfte Oligo- und Polysaccharide verdauen kann, eignen sich Fructane als Süßstoff für Diabetiker.
Fructane werden trotz ihrer Moleküllänge (teilweise Polysaccharide) den FODMAPs „fermentable oligo-, di- and monosaccharides and polyols“ zugerechnet. FODMAPs wiederum spielen eine Rolle bei funktionellen Darmerkrankungen wie dem Reizdarmsyndrom (RDS), weshalb sich deren Reduktion in der Nahrung positiv auf die Symptomatik funktioneller Darmerkrankungen auswirken kann.
Bei starkem Sonnenschein und gleichzeitig niedrigen Temperaturen kann die durch Sonneneinstrahlung gewonnene Energie von Gräsern nicht unmittelbar in Wachstum umgemünzt werden und wird daher in Form von Fructanen zwischengespeichert. Dies ist vor allem an den ersten sonnigen Frühjahrstagen und im Spätherbst der Fall. Die so entstehende Konzentration an Mehrfachzuckern kann bei Pferden zur Hufrehe führen.